# Dvortsé
Dvortsé ou Vorcë (en macédonien Дворце, en albanais Vorcë) est un village situé à Saraï, une des dix municipalités spéciales qui constituent la ville de Skopje, capitale de la Macédoine du Nord. Le village comptait 249 habitants en 2002. Il se trouve dans la vallée du Vardar. Il est complètement albanais. Dans le village se trouvent un petit magasin et deux cafés. Il comporte un stade et un parc que les villageois ont construit à l'aide de leurs propres moyens pour permettre aux enfants de pouvoir y jouer. L'école se trouve au fond du village, quelques enfants commencent leurs études à Vorcë avant de continuer leur scolarité dans le village Radushë qui se trouve à 5 km de Vorcë.

## Démographie
Lors du recensement de 2002, le village comptait :
- Albanais : 249